# Janusz Chutkowski
Janusz Chutkowski (ur. 4 stycznia 1934 w Warszawie, zm. 13 lipca 1998 w Głogowie) – polski prawnik, historyk i działacz regionalny związany z Głogowem i Legnicą. 

## Życiorys
Ukończył studia prawnicze na Uniwersytecie im. Marii Curie-Skłodowskiej, po czym podjął pracę w Sądzie Powiatowym w Głogowie w charakterze aplikanta i asesora w obowiązkach sędziego. W latach 60., 70. i 80. pracował jako radca prawny. W 1979 obronił doktorat z dziedziny historii na Uniwersytecie Wrocławskim, po czym zamieszkał w Legnicy, gdzie kierował filią Instytutu Śląskiego w Opolu oraz pracami Wojewódzkiego Komitetu Stronnictwa Demokratycznego. Po przejściu na emeryturę podjął pracę w Muzeum Archeologiczno-Historycznym w Głogowie. Działał w Towarzystwie Ziemi Głogowskiej (wcześniej: Towarzystwo Miłośników Głogowa) i Towarzystwie Przyjaciół Nauk w Legnicy.
Był autorem licznych publikacji dotyczących Dolnego Śląska, w szczególności Głogowa i Legnicy. Z jego inicjatywy powstała "Encyklopedia Ziemi Głogowskiej", której został redaktorem naczelnym. Był współtwórcą i wykładowcą Uniwersytetu Ziemi Głogowskiej oraz inicjatorem Interdyscyplinarnego Seminarium Doktoranckiego prowadzonego w Głogowie prof. Mariana Kutznera.
W 1995 został odznaczony tytułem Honorowego Obywatela Miasta Głogowa. 

## Wybrane publikacje
- Feliks Łoyko: zapomniany uczony, Wydział Kultury Fizycznej, Sportu i Turystyki Urzędu Wojewódzkiego w Legnicy, Legnica 1987
- Dzieje Głogowa od czasów najdawniejszych do roku 1950, Towarzystwo Przyjaciół Nauk w Legnicy, Legnica 1989
- Piastowscy władcy Głogowa, Wydawnictwo "Werk", Głogów–Wrocław 1996
- Legendy głogowskie, Towarzystwo Ziemi Głogowskiej, Głogów 1997
- Opowieści o dawnej Legnicy, "Atut" – Wrocławskie Wydawnictwo Oświatowe, Wrocław 2003
- Głogów w XX wieku: zarys monograficzny, Towarzystwo Ziemi Głogowskiej, Głogów 2004